# TFF 2. Lig 2016/17
Die Spor Toto 2. Lig 2016/17 war die 46. Spielzeit der dritthöchsten türkischen Spielklasse im Fußball der Männer. Sie begann am 3. September 2016 mit dem 1. Spieltag. Ende Mai 2017 endete die Saison mit den Relegationsspielen zwischen dem zweit- bis fünftplatzierten beider Gruppen.

## Austragungsmodus
In der Saison 2016/17 wurde die TFF 2. Lig wie in der Vorsaison in zwei Gruppen mit je 18 Mannschaften unterteilt. In diesen Gruppen, die sich „weiße Gruppe“ (beyaz grup) und „rote Gruppe“ (kirmizi grup) nennen, spielten diese Teams um den Aufstieg in die TFF 1. Lig beziehungsweise gegen den Abstieg in die viertklassige TFF 3. Lig. Die Einteilung der Mannschaften in die jeweiligen Gruppen wurde per Auslosung am 30. Juni 2015 in den zentralen Trainingsanlagen des türkische Fußballverband im Istanbuler Stadtteil Beykoz bestimmt. Die Auslosung des Spielplanes der Spielzeit wurde am 26. Juli 2016 an gleicher Stelle gezogen.
Die Tabellenersten beider Gruppen stiegen direkt in die höhere TFF 1. Lig auf. Die Mannschaften auf den Plätzen zwei bis fünf beider Gruppen nahmen an den Play-offs teil, in denen der dritte Aufsteiger per K.-o.-System bestimmt wurde. Die Play-offs fingen mit den Viertelfinalbegegnungen an. Alle Play-off-Phasen, außer der Finalbegegnung wurden mit Hin- und Rückspiel gespielt. Nur das Finale wurde dann in einer für beide teilnehmenden Mannschaften neutralen Stadt ausgetragen und nur mit einer Partie ausgespielt. Im Playoff trafen die Tabellenzweite der jeweiligen Gruppe auf den Tabellenfünften der gleichen Gruppe und der Tabellendritte der jeweiligen Gruppe auf den Tabellenvierte der gleichen Gruppe. Bis auf die Finalbegegnung wurde jede K.-o.-Runde durch zwei Begegnungen in Hin- und Rückspiel ausgetragen.
Die drei Letztplatzierten beider Gruppen stiegen in die TFF 3. Lig ab.

### Ausländerplätze
In der TFF 2. Lig sind ausländische Spieler nicht spielberechtigt. Mannschaften die von der TFF 1. Lig abgestiegen sind, können ihre ausländischen Spieler an Vereine der oberen Ligen ausleihen.

## Saisonverlauf

### Ligaphase
In dieser Drittligasaison erreichte Traditionsverein MKE Ankaragücü unter der Führung von İsmet Taşdemir am 33. Spieltag, dem vorletzten Spieltag vor Saison, durch ein 3:0-Auswärtssieg gegen den direkten Konkurrenten İstanbulspor die Drittligameisterschaft der Gruppe Rot und damit den Aufstieg in die TFF 1. Lig. Durch diesen Aufstieg spielte der Verein zum ersten Mal in der 2. Liga. Der Hauptstadtvertreter hatte sich die Herbstmeisterschaft gesichert. Nachdem über die gesamte Saison mit Gümüşhanespor eine Kopf-an-Kopf-Rennen geliefert wurde und die Tabellenführung mehrmals unter diesen beiden Vereinen wechselte, setzte sich Ankaragücü ab dem 27. Spieltag von seinem Verfolger ab.
In der Gruppe Weiß sicherte sich mit İstanbulspor am 34. Spieltag ebenfalls ein Traditionsverein und langjähriger Erstligist die Meisterschaft und damit nach zehnjähriger Abstinenz wieder den Aufstieg in die TFF 1. Lig. Um die Meisterschaft dieser Gruppe konkurrierten sich neben İstanbulspor ebenso die Mitstreiter Büyükşehir Belediye Erzurumspor und Amed SK. Nachdem BB Erzurumspor sich zwar die Herbstmeisterschaft sichern konnte, ging die Tabellenführung gleich zu Beginn der Rückrunde an İstanbulspor und zwei Spieltage später an Amed SK. Anschließend führte BB Erzurumspor zwar drei Spieltage die Tabelle an, vergab sie aber am 24. Spieltag İstanbulspor. Die Istanbuler führten zwar bis zum Saisonende die Tabelle an, wurden aber dicht von Amed SK verfolgt. BB Erzurumspor hingegen verlor allmählich den Anschluss an dieses Duo.
Üsküdar Anadolu 1908 SK, Büyükçekmece Tepecikspor, Ofspor aus der Gruppe Rot und Aydınspor 1923, 1461 Trabzon, Kayseri Erciyesspor aus der Gruppe Weiß verfehlten den Klassenerhalt und stiegen damit in die TFF 3. Lig ab. Mit Üsküdar Anadolu 1908 SK und Büyükçekmece Tepecikspor stiegen gleich zwei Istanbuler Vereine und mit Ofspor und 1461 Trabzon zwei Vereine der Provinz Trabzon ab. Für Kayseri Erciyesspor bedeutete der Abstieg den Abstieg innerhalb dreier Spielzeiten aus der Süper Lig in die 3. Lig.
Torschützenkönig wurde mit 20 Treffern Ali Özgün vom osttürkischen Vertreter der Gruppe Weiß Gümüşhanespor. Der türkische Fußballverband zählte für den Torschützenkönig nur die Tore der Ligaphase und nicht die der Playoffs.

### Play-off-Phase
Der letzte Aufsteiger wird durch die im Anschluss an die Ligaphase durchgeführten Play-offs bestimmt. Für die Play-offs qualifizierten sich als Zweit- bis Fünftplatzierte aus der Gruppe Rot Amed SK, BB Erzurumspor, Kocaeli Birlikspor, Sivas Belediyespor und aus der Gruppe Weiß Gümüşhanespor, Kastamonuspor 1966, Hatayspor, Menemen Belediyespor.
Die Termine der Play-off-Spiele wurden am 25. April 2016 festgelegt. Demnach finden die Hinspiele der Viertelfinalbegegnungen am 4. Mai und die Rückspiele am 8. Mai statt. Die Hinspiele der Halbfinalbegegnungen werden am 12. und die Rückspiele am 16. Mai ausgetragen. Die Viertelfinalbegegnungen der Gruppe Rot sind Amed SK-Kocaeli Birlikspor und BB Erzurumspor-Kocaeli Birlikspor und die Viertelfinalbegegnungen der Gruppe Weiß sind Gümüşhanespor-Menemen Belediyespor und Kastamonuspor 1966 SK-Hatayspor.
BB Erzurumspor ging aus den Play-offs durch ein 1:0-Finalsieg gegenüber Gümüşhanespor als Sieger hervor und stieg zum ersten Mal in seiner Klubhistorie in die TFF 1. Lig auf.

## Besondere Vorkommnisse
- Der türkischen Fußballverband verhängte zum Saisonstart auf Direktive der FIFA Kayseri Erciyesspor einen Neunpunkteabzug und Bucaspor einen Dreipunkteabzug.

## Teilnehmer
Zum Saisonbeginn kamen zu den von der vorherigen Saison verbliebenen 27 Mannschaften die drei Absteiger aus der TFF 1. Lig 1461 Trabzon, Kayseri Erciyesspor und Karşıyaka SK und die sechs Aufsteiger aus der TFF 3. Lig Etimesgut Belediyespor, Kastamonuspor 1966, Büyükşehir Belediye Erzurumspor, Ofspor, Zonguldak Kömürspor, Niğde Belediyespor hinzu.

### Mannschaften der Gruppe Weiß
| Mannschaft                       | Stadt         | Gründung | In der Liga seit | Letzte Saison | Stadion                          | Kapazität |
| -------------------------------- | ------------- | -------- | ---------------- | ------------- | -------------------------------- | --------- |
| Amed SK                          | Diyarbakır    | 1990     | 2013             | 8.            | Seyrantepe Diski Stadion         | 1.540     |
| Anadolu Selçukspor               | Konya         | 1955     | 2007             | 12.           | Recep Konuk Spor Tesisleri       | 2.128     |
| Bucaspor                         | Izmir         | 1928     | 2015             | 15.           | Buca Arena                       | 10.5000   |
| Büyükçekmece Tepecikspor         | Istanbul      | 1988     | 2011             | 10.           | Tepecik Belediye Stadion         | 3.000     |
| BB Erzurumspor (Aufsteiger)      | Erzurum       | 2005     | 2016             | 01. 2         | Kâzım Karabekir Stadyumu         | 23.7000   |
| Fatih Karagümrük SK              | Istanbul      | 1926     | 2014             | 14.           | Vefa-Stadion                     | 6.500     |
| Fethiyespor                      | Fethiye       | 1933     | 2014             | 10.           | Fethiye Bezirksstadion           | 8.372     |
| Hacettepe SK                     | Ankara        | 2001     | 2014             | 4.            | Ankara 19 Mayıs Stadı            | 19.2090   |
| İstanbulspor                     | Istanbul      | 1926     | 2015             | 2.            | Bahçelievler İl Özel İdare Stadı | 4.350     |
| Kahramanmaraşspor                | Kahramanmaraş | 1969     | 2014             | 14.           | Stadion des 12. Februars         | 15.0500   |
| Keçiörengücü                     | Ankara        | 1987     | 2014             | 4.            | Aktepe Stadion                   | 4.883     |
| Kocaeli Birlikspor               | Kocaeli       | 1995     | 2008             | 2.            | Alparslan-Türkeş-Stadion         | 16.7500   |
| Nazilli Belediyespor             | Nazilli       | 1967     | 2012             | 8.            | Nazilli Şehir Stadyumu           | 4.500     |
| Ofspor (Aufsteiger)              | Of            | 1968     | 2016             | 004. 2, 3     | Of Stadyumu                      | 2.000     |
| Pendikspor                       | Istanbul      | 1950     | 2011             | 9.            | Pendik Stadion                   | 2.500     |
| Sivas Belediyespor               | Sivas         | 2009     | 2015             | 11            | Sivas 4 Eylül Stadı              | 16.8500   |
| Üsküdar Anadolu 1908 SK          | Istanbul      | 1953     | 2015             | 15.           | Beylerbeyi 75. Yıl Stadı         | 5.000     |
| Zonguldak Kömürspor (Aufsteiger) | Zonguldak     | 1966     | 2016             | 004. 2, 3     | Karaelmas Kemal Köksal Stadı     | 13.7950   |

| Fethiyespor |

| Amed SK |

| Anadolu Selçukspor |

| Sivas Belediyespor |

| Zonguldak Kömürspor |

| Istanbul |

| Nazilli Belediyespor |

| Ofspor |

| BB Erzurumspor |

| Bucaspor |

| Kahramanmaraşspor |

| Keçiörengücü, Hacettepe SK |

| Vereine in Istanbul: İstanbulspor, Fatih Karagümrük SK, Büyükçekmece Tepecikspor, Pendikspor, Üsküdar Anadolu 1908 SK |

### Mannschaften der Gruppe Rot
| Mannschaft                          | Stadt      | Gründung | In der Liga seit | Letzte Saison | Stadion                          | Kapazität |
| ----------------------------------- | ---------- | -------- | ---------------- | ------------- | -------------------------------- | --------- |
| 1461 Trabzon (Absteiger)            | Trabzon    | 2008     | 2016             | 016. 2        | Ahmet Suat Özyazıcı Stadı        | 7.916     |
| Aydınspor 1923                      | Aydın      | 1993     | 2013             | 7.            | Adnan-Menderes-Stadion           | 15.0000   |
| Bugsaşspor                          | Ankara     | 1984     | 2007             | 11.           | Ankara Ostim Stadion             | 4.271     |
| Etimesgut Belediyespor (Aufsteiger) | Ankara     | 1990     | 2016             | 01. 2         | Bayburt Kemal Atatürk Stadı      | 3.000     |
| Eyüpspor                            | Istanbul   | 1919     | 2015             | 13.           | Eyüp Stadı                       | 2.500     |
| Gümüşhanespor                       | Gümüşhane  | 1995     | 2013             | 5.            | Gümüşhane Stadtstation           | 4.000     |
| Hatayspor                           | Antakya    | 1967     | 2012             | 13.           | Antakya Atatürk Stadı            | 6.015     |
| İnegölspor                          | İnegöl     | 1954     | 2012             | 6.            | İnegöl Stadion                   | 4.975     |
| Karşıyaka SK (Absteiger)            | Izmir      | 1912     | 2016             | 018. 1        | İzmir Atatürk Stadyumu           | 51.2950   |
| Kastamonuspor 1966 (Aufsteiger)     | Kastamonu  | 1966     | 2016             | 01. 2         | Gazi Stadyumu                    | 4.033     |
| Kayseri Erciyesspor (Absteiger)     | Kayseri    | 1966     | 2016             | 016. 2        | Kayseri Kadir Has Stadı          | 32.8640   |
| Kırklarelispor                      | Kırklareli | 1925     | 2011             | 7.            | Kırklareli Atatürk Stadı         | 8.000     |
| Menemen Belediyespor                | Menemen    | 1993     | 2014             | 6.            | Menemen Stadtstadion             | 2.000     |
| MKE Ankaragücü                      | Ankara     | 1910     | 2013             | 9.            | Ankara Stadion des 19. Mai       | 19.1250   |
| Niğde Belediyespor (Aufsteiger)     | Niğde      | 1990     | 2016             | 003. 2, 3     | Niğde Stadion des 5. Februars    | 5.000     |
| Sarıyer SK                          | Istanbul   | 1940     | 2005             | 5.            | Yusuf-Ziya-Öniş-Stadion          | 10.0000   |
| Tokatspor                           | Tokat      | 1969     | 2008             | 12.           | Gazi Osmanpasa Stadı             | 7.500     |
| Tuzlaspor                           | Istanbul   | 1954     | 2015             | 3             | Bahçelievler İl Özel İdare Stadı | 4.350     |

| Eyüpspor, Tuzlaspor, Sarıyer SK |

| Hatayspor |

| MKE Ankaragücü, Bugsaşspor, Etimesgut Belediyespor |

| Niğde Belediyespor |

| Menemen Belediyespor, Karşıyaka SK |

| Aydınspor 1923 |

| Kırklarelispor |

| Kastamonuspor 1966 |

| 1461 Trabzon |

| Gümüşhanespor |

| Tokatspor |

| İnegölspor |

| Kayseri Erciyesspor |

## Statistiken

### Abschlusstabelle Gruppe Weiß
| Pl. | Verein                   | Sp. | S  | U  | N  | Tore    | Diff. | Punkte |
| --- | ------------------------ | --- | -- | -- | -- | ------- | ----- | ------ |
| 1.  | İstanbulspor             | 34  | 21 | 5  | 8  | 048:220 | +26   | 68     |
| 2.  | Amed SK                  | 34  | 19 | 9  | 6  | 051:310 | +20   | 66     |
| 3.  | BB Erzurumspor (N)       | 34  | 17 | 10 | 7  | 056:330 | +23   | 61     |
| 4.  | Kocaeli Birlikspor       | 34  | 16 | 8  | 10 | 040:350 | +5    | 56     |
| 5.  | Sivas Belediyespor       | 34  | 14 | 11 | 9  | 044:350 | +9    | 53     |
| 6.  | Nazilli Belediyespor     | 34  | 13 | 10 | 11 | 041:440 | −3    | 49     |
| 7.  | Keçiörengücü             | 34  | 13 | 10 | 11 | 051:480 | +3    | 49     |
| 8.  | Zonguldak Kömürspor (N)  | 34  | 12 | 11 | 11 | 048:420 | +6    | 47     |
| 9.  | Hacettepe SK             | 34  | 11 | 11 | 12 | 039:350 | +4    | 44     |
| 10. | Pendikspor               | 34  | 12 | 8  | 14 | 043:470 | −4    | 44     |
| 11. | Anadolu Selçukspor       | 34  | 12 | 6  | 16 | 031:400 | −9    | 42     |
| 12. | Fatih Karagümrük SK      | 34  | 11 | 9  | 14 | 039:420 | −3    | 42     |
| 13. | Bucaspor                 | 34  | 12 | 7  | 15 | 043:550 | −12   | 40     |
| 14. | Kahramanmaraşspor        | 34  | 9  | 13 | 12 | 037:430 | −6    | 40     |
| 15. | Fethiyespor              | 34  | 9  | 11 | 14 | 035:440 | −9    | 38     |
| 16. | Üsküdar Anadolu 1908 SK  | 34  | 8  | 13 | 13 | 034:430 | −9    | 37     |
| 17. | Büyükçekmece Tepecikspor | 34  | 9  | 5  | 20 | 042:580 | −16   | 32     |
| 18. | Ofspor (N)               | 34  | 7  | 5  | 22 | 030:550 | −25   | 26     |

Platzierungskriterien: 1. Punkte – 2. Direkter Vergleich (Punkte, Tordifferenz, geschossene Tore) – 3. Tordifferenz – 4. geschossene Tore

| (A) | Absteiger aus der TFF 1. Lig 2015/16  |
| (N) | Aufsteiger aus der TFF 3. Lig 2015/16 |

### Kreuztabelle Gruppe Weiß
Die Kreuztabelle stellt die Ergebnisse aller Spiele dieser Saison dar. Die Heimmannschaft ist in der linken Spalte, die Gastmannschaft in der oberen Zeile aufgelistet.
| 2016/17                  | Amed SK |     | Bucaspor | Büyükçekmece Tepecikspor | BB Erzurumspor | Fatih Karagümrük SK | Fethiyespor | Hacettepe SK | İstanbulspor |     | Keçiörengücü | Kocaeli Birlikspor |     | Ofspor | Pendikspor | Sivas Belediyespor | Üsküdar Anadolu 1908 SK | Zonguldak Kömürspor |
| ------------------------ | ------- | --- | -------- | ------------------------ | -------------- | ------------------- | ----------- | ------------ | ------------ | --- | ------------ | ------------------ | --- | ------ | ---------- | ------------------ | ----------------------- | ------------------- |
| Amed SK                  |         | 1:1 | 2:1      | 2:1                      | 1:1            | 2:0                 | 1:0         | 2:5          | 1:0          | 2:1 | 2:0          | 1:0                | 2:1 | 2:0    | 1:0        | 2:1                | 3:1                     | 2:0                 |
| Anadolu Selçukspor       | 0:3     |     | 1:0      | 2:1                      | 0:1            | 3:2                 | 0:1         | 1:2          | 0:2          | 4:0 | 1:1          | 0:1                | 3:1 | 2:0    | 1:0        | 0:1                | 0:0                     | 1:0                 |
| Bucaspor                 | 0:3     | 0:0 |          | 1:1                      | 0:3            | 2:1                 | 1:2         | 2:0          | 2:2          | 1:1 | 4:2          | 2:2                | 1:1 | 1:0    | 3:1        | 1:1                | 2:4                     | 3:2                 |
| Büyükçekmece Tepecikspor | 1:1     | 1:1 | 3:2      |                          | 1:2            | 1:1                 | 5:1         | 0:3          | 0:3          | 1:0 | 3:4          | 2:3                | 2:1 | 3:1    | 1:0        | 0:1                | 3:1                     | 2:1                 |
| BB Erzurumspor           | 1:2     | 2:0 | 2:0      | 4:1                      |                | 0:1                 | 0:0         | 0:0          | 2:3          | 0:0 | 2:1          | 0:1                | 3:0 | 2:1    | 2:4        | 1:0                | 3:1                     | 4:1                 |
| Fatih Karagümrük SK      | 2:2     | 0:1 | 2:3      | 2:1                      | 0:0            |                     | 0:1         | 1:1          | 2:0          | 2:0 | 1:2          | 1:1                | 2:1 | 4:2    | 2:0        | 1:1                | 3:0                     | 0:1                 |
| Fethiyespor              | 0:2     | 0:2 | 4:0      | 1:0                      | 0:1            | 2:1                 |             | 0:0          | 1:2          | 1:1 | 3:0          | 1:2                | 1:1 | 2:2    | 0:2        | 1:3                | 0:0                     | 4:3                 |
| Hacettepe SK             | 0:0     | 0:2 | 2:0      | 0:1                      | 3:3            | 0:1                 | 1:0         |              | 0:0          | 4:2 | 1:2          | 3:0                | 0:1 | 1:0    | 3:2        | 0:1                | 2:1                     | 2:2                 |
| İstanbulspor             | 1:0     | 5:0 | 0:1      | 1:0                      | 2:1            | 0:1                 | 2:1         | 1:1          |              | 3:0 | 1:0          | 1:0                | 2:1 | 3:0    | 1:0        | 2:0                | 1:0                     | 2:0                 |
| Kahramanmaraşspor        | 1:1     | 2:1 | 1:2      | 3:2                      | 0:2            | 1:0                 | 2:2         | 0:0          | 2:1          |     | 2:2          | 2:0                | 0:1 | 1:0    | 1:2        | 1:1                | 3:0                     | 0:0                 |
| Keçiörengücü             | 1:1     | 1:0 | 1:0      | 2:1                      | 1:2            | 2:3                 | 1:1         | 2:1          | 3:2          | 2:2 |              | 2:1                | 0:0 | 5:0    | 3:0        | 2:0                | 1:4                     | 1:2                 |
| Kocaeli Birlikspor       | 1:0     | 3:1 | 1:3      | 2:1                      | 1:1            | 0:0                 | 2:0         | 1:0          | 1:1          | 0:3 | 2:2          |                    | 1:0 | 0:1    | 2:2        | 1:0                | 2:0                     | 2:1                 |
| Nazilli Belediyespor     | 1:1     | 2:0 | 3:2      | 2:0                      | 0:4            | 3:1                 | 0:0         | 0:0          | 1:0          | 2:0 | 2:1          | 0:3                |     | 1:3    | 4:2        | 1:0                | 2:2                     | 0:3                 |
| Ofspor                   | 0:3     | 0:1 | 0:2      | 3:1                      | 0:1            | 3:0                 | 1:2         | 2:0          | 0:1          | 0:2 | 2:2          | 1:2                | 2:3 |        | 0:1        | 1:1                | 2:1                     | 1:0                 |
| Pendikspor               | 3:0     | 2:1 | 1:0      | 0:0                      | 2:2            | 2:0                 | 2:0         | 1:0          | 0:2          | 1:1 | 1:0          | 0:1                | 2:2 | 1:1    |            | 2:4                | 2:1                     | 2:2                 |
| Sivas Belediyespor       | 1:1     | 3:1 | 2:0      | 2:0                      | 2:2            | 2:0                 | 2:1         | 3:1          | 0:0          | 2:1 | 1:2          | 1:1                | 0:2 | 2:0    | 3:1        |                    | 1:1                     | 1:1                 |
| Üsküdar Anadolu 1908 SK  | 2:0     | 0:0 | 4:0      | 2:0                      | 1:1            | 1:1                 | 1:1         | 1:3          | 1:0          | 0:0 | 0:0          | 1:0                | 0:0 | 0:0    | 2:1        | 0:0                |                         | 0:2                 |
| Zonguldak Kömürspor      | 3:2     | 2:0 | 0:1      | 3:2                      | 3:1            | 1:1                 | 1:1         | 0:0          | 0:1          | 1:1 | 0:0          | 1:0                | 1:1 | 2:1    | 1:1        | 4:1                | 4:1                     |                     |

### Abschlusstabelle Gruppe Rot
| Pl. | Verein                     | Sp. | S  | U  | N  | Tore    | Diff. | Punkte |
| --- | -------------------------- | --- | -- | -- | -- | ------- | ----- | ------ |
| 1.  | MKE Ankaragücü             | 34  | 22 | 6  | 6  | 058:280 | +30   | 72     |
| 2.  | Gümüşhanespor              | 34  | 20 | 5  | 9  | 053:290 | +24   | 65     |
| 3.  | Kastamonuspor 1966 (N)     | 34  | 17 | 9  | 8  | 054:330 | +21   | 60     |
| 4.  | Hatayspor                  | 34  | 16 | 11 | 7  | 039:250 | +14   | 59     |
| 5.  | Menemen Belediyespor       | 34  | 15 | 13 | 6  | 065:450 | +20   | 58     |
| 6.  | Karşıyaka SK (A)           | 34  | 16 | 6  | 12 | 058:420 | +16   | 54     |
| 7.  | Sarıyer SK                 | 34  | 14 | 9  | 11 | 050:410 | +9    | 51     |
| 8.  | Etimesgut Belediyespor (N) | 34  | 15 | 6  | 13 | 041:320 | +9    | 51     |
| 9.  | Niğde Belediyespor (N)     | 34  | 12 | 10 | 12 | 032:340 | −2    | 46     |
| 10. | Eyüpspor                   | 34  | 13 | 5  | 16 | 049:640 | −15   | 44     |
| 11. | Tokatspor                  | 34  | 10 | 12 | 12 | 034:370 | −3    | 42     |
| 12. | İnegölspor                 | 34  | 9  | 14 | 11 | 042:430 | −1    | 41     |
| 13. | Tuzlaspor                  | 34  | 10 | 9  | 15 | 036:420 | −6    | 39     |
| 14. | Kırklarelispor             | 34  | 9  | 11 | 14 | 039:440 | −5    | 38     |
| 15. | Bugsaşspor                 | 34  | 7  | 16 | 11 | 033:370 | −4    | 37     |
| 16. | Aydınspor 1923             | 33  | 8  | 10 | 15 | 038:480 | −10   | 34     |
| 17. | 1461 Trabzon (A)           | 34  | 6  | 15 | 13 | 044:500 | −6    | 33     |
| 18. | Kayseri Erciyesspor (A)    | 34  | 1  | 3  | 30 | 021:112 | −91   | −3     |

Platzierungskriterien: 1. Punkte – 2. Direkter Vergleich (Punkte, Tordifferenz, geschossene Tore) – 3. Tordifferenz – 4. geschossene Tore

| (A) | Absteiger aus der TFF 1. Lig 2015/16  |
| (N) | Aufsteiger aus der TFF 3. Lig 2015/16 |

### Kreuztabelle Gruppe Rot
Die Kreuztabelle stellt die Ergebnisse aller Spiele dieser Saison dar. Die Heimmannschaft ist in der linken Spalte, die Gastmannschaft in der oberen Zeile aufgelistet.
| 2016/17                | 1461 Trabzon | Aydınspor 1923 | Bugsaşspor | Etimesgut Belediyespor | Eyüpspor |     | Hatayspor | İnegölspor | Karşıyaka SK | Kastamonuspor 1966 |     | Kırklarelispor | Menemen Belediyespor | MKE Ankaragücü | Niğde Belediyespor | Sarıyer SK | Tokatspor | Tuzlaspor |
| ---------------------- | ------------ | -------------- | ---------- | ---------------------- | -------- | --- | --------- | ---------- | ------------ | ------------------ | --- | -------------- | -------------------- | -------------- | ------------------ | ---------- | --------- | --------- |
| 1461 Trabzon           |              | 1:1            | 0:0        | 0:0                    | 1:2      | 0:0 | 0:0       | 7:4        | 0:1          | 1:1                | 4:1 | 0:1            | 1:1                  | 0:1            | 5:2                | 0:2        | 0:0       | 2:0       |
| Aydınspor 1923         | 1:0          |                | 0:1        | 1:0                    | 1:1      | 0:4 | 1:1       | 1:1        | 1:1          | 0:4                | 6:1 | 3:1            | 0:2                  | 1:1            | 0:0                | 2:3        | 2:0       | 1:3       |
| Bugsaşspor             | 2:2          | 0:1            |            | 0:2                    | 4:2      | 0:2 | 0:0       | 1:0        | 0:1          | 1:1                | 5:2 | 0:2            | 0:2                  | 1:1            | 2:0                | 1:1        | 0:0       | 5:2       |
| Etimesgut Belediyespor | 1:0          | 2:0            | 1:0        |                        | 4:0      | 3:2 | 0:0       | 1:1        | 4:1          | 0:2                | 2:0 | 2:1            | 0:1                  | 1:2            | 0:0                | 1:2        | 2:1       | 1:0       |
| Eyüpspor               | 3:3          | 1:1            | 1:1        | 2:0                    |          | 1:0 | 3:4       | 3:2        | 2:1          | 0:1                | 3:0 | 1:2            | 1:2                  | 0:1            | 1:3                | 1:0        | 1:4       | 1:1       |
| Gümüşhanespor          | 2:1          | 1:0            | 1:0        | 2:0                    | 3:0      |     | 0:1       | 2:1        | 1:0          | 3:2                | 1:0 | 3:1            | 0:0                  | 2:1            | 0:0                | 2:2        | 2:0       | 1:1       |
| Hatayspor              | 1:1          | 1:0            | 0:0        | 1:0                    | 2:3      | 0:3 |           | 1:0        | 1:1          | 4:1                | 3:0 | 1:0            | 1:0                  | 1:1            | 1:0                | 0:0        | 1:1       | 0:0       |
| İnegölspor             | 1:1          | 1:1            | 1:3        | 1:2                    | 1:2      | 1:2 | 1:0       |            | 0:0          | 2:1                | 3:0 | 0:0            | 1:1                  | 1:0            | 1:1                | 2:1        | 5:1       | 1:0       |
| Karşıyaka SK           | 7:3          | 3:4            | 0:0        | 1:0                    | 2:1      | 3:0 | 0:3       | 3:3        |              | 2:1                | 2:1 | 2:1            | 1:2                  | 0:2            | 5:0                | 2:0        | 4:0       | 2:0       |
| Kastamonuspor 1966     | 1:3          | 2:1            | 2:1        | 1:1                    | 3:4      | 3:0 | 1:0       | 1:0        | 1:0          |                    | 5:0 | 5:1            | 0:1                  | 1:0            | 1:1                | 2:1        | 0:0       | 2:0       |
| Kayseri Erciyesspor    | 2:0          | 1:5            | 1:1        | 0:5                    | 1:3      | 0:7 | 1:3       | 1:3        | 0:6          | 0:0                |     | 1:3            | 1:3                  | 1:4            | 0:3                | 0:3        | 1:1       | 2:3       |
| Kırklarelispor         | 1:3          | 0:1            | 2:2        | 4:1                    | 1:2      | 0:1 | 2:1       | 0:0        | 0:1          | 0:0                | 2:0 |                | 1:1                  | 1:2            | 1:1                | 1:0        | 0:0       | 0:0       |
| Menemen Belediyespor   | 2:2          | 2:2            | 4:0        | 1:1                    | 1:2      | 3:2 | 2:3       | 1:1        | 3:3          | 2:2                | 4:1 | 5:4            |                      | 4:3            | 1:1                | 5:1        | 2:1       | 3:0       |
| MKE Ankaragücü         | 6:2          | 2:0            | 1:0        | 1:0                    | 2:0      | 1:2 | 2:0       | 3:0        | 1:0          | 1:3                | 3:0 | 1:1            | 1:1                  |                | 1:0                | 2:0        | 1:1       | 2:1       |
| Niğde Belediyespor     | 1:0          | 1:0            | 0:0        | 1:0                    | 3:1      | 1:0 | 0:1       | 0:1        | 2:0          | 0:2                | 2:0 | 2:1            | 2:0                  | 0:1            |                    | 1:2        | 1:1       | 2:2       |
| Sarıyer SK             | 1:0          | 3:0            | 2:2        | 1:0                    | 4:1      | 2:1 | 0:2       | 0:0        | 2:0          | 1:1                | 5:1 | 2:2            | 1:1                  | 2:3            | 2:0                |            | 0:1       | 3:2       |
| Tokatspor              | 1:1          | 2:0            | 0:0        | 1:2                    | 4:0      | 0:1 | 0:1       | 1:1        | 1:0          | 2:0                | 3:1 | 0:0            | 4:2                  | 0:2            | 1:0                | 1:0        |           | 0:1       |
| Tuzlaspor              | 0:0          | 1:0            | 0:0        | 1:2                    | 1:0      | 1:0 | 1:0       | 1:1        | 2:3          | 0:1                | 6:0 | 0:2            | 1:0                  | 1:2            | 0:1                | 1:1        | 3:1       |           |

## Playoffs
Viertelfinale
- Hinspiele: 4. Mai 2016
- Rückspiele: 8. Mai 2016

|                      | Gesamt          |                    | Hinspiel | Rückspiel |
| -------------------- | --------------- | ------------------ | -------- | --------- |
| Sivas Belediyespor   | (a)1:1(a)       | Amed SK            | 1:1      | 0:0       |
| Kocaeli Birlikspor   | 2:4             | BB Erzurumspor     | 1:2      | 1:2       |
| Menemen Belediyespor | 4:5             | Gümüşhanespor      | 1:2      | 3:3       |
| Hatayspor            | 1:1 (2:3 i. E.) | Kastamonuspor 1966 | 0:1      | 1:0       |

Halbfinale
- Hinspiele: 12. Mai 2016
- Rückspiele: 16. Mai 2016

|                    | Gesamt |               | Hinspiel | Rückspiel |
| ------------------ | ------ | ------------- | -------- | --------- |
| BB Erzurumspor     | 2:0    | Amed SK       | 1:0      | 1:1       |
| Kastamonuspor 1966 | 3:4    | Gümüşhanespor | 2:2      | 1:2       |

| Gümüşhanespor                              | Gümüşhanespor | Büyükşehir Belediye Erzurumspor | Büyükşehir Belediye Erzurumspor |
| ------------------------------------------ | --- | --- | ------------------------------- |
| Gümüşhanespor                              | \| Playoff-Finale der TFF 2. Lig \| \| 21. Mai 2017 in Istanbul (Tüpraş Stadyumu) \| \| Ergebnis: 0:1 (0:0) \| \| Schiedsrichter: Halis Özkahya \| \| Spielbericht \| | \| Playoff-Finale der TFF 2. Lig \| \| 21. Mai 2017 in Istanbul (Tüpraş Stadyumu) \| \| Ergebnis: 0:1 (0:0) \| \| Schiedsrichter: Halis Özkahya \| \| Spielbericht \|                                                                            | Büyükşehir Belediye Erzurumspor |
| Gümüşhanespor                              | Hasan Hüseyin Akınay – Salih Zafer Kurşunlu, Taner Koç, Mehmet Cansın Çiçek – Ali Sakal (84. Muhammed Çalhanoğlu), Taşkın Çalış (88. Alperen Pak), Serhat Mermer, Mehmet Menderes Önkuzu (77. Cem Sultan), Rıdvan Koçak – Ali Özgün, Zahit Fındık Cheftrainer: Mehmet Altıparmak | Ahmet Altın – Fırat Arıkan, Doğan Can Otman, Murat Paluli – Sinan Morgil, Ferit Erişçi (46. Erhan Çelenk), Fatih Gül (89. Alişan Ural), Savaş Tağa, Erdem Koçal – Mert Nobre, Ersel Aslıyüksek (73. Halil İbrahim Tuna) Cheftrainer: Kemal Kılıç | Büyükşehir Belediye Erzurumspor |
| Gümüşhanespor                              | 0:1 Erhan Çelenk (66.) | | Büyükşehir Belediye Erzurumspor |
| Gümüşhanespor                              | Taşkın Çalış (30.), Alperen Pak (90.) | Erdem Koçal (9.), Ferit Erişçi (34.), Ersel Aslıyüksek (42.) | Büyükşehir Belediye Erzurumspor |
| Gümüşhanespor                              | BB Erzurumspor ist durch diesen Sieg in die TFF 1. Lig aufgestiegen. | | Büyükşehir Belediye Erzurumspor |
| Playoff-Finale der TFF 2. Lig              | | |                                 |
| 21. Mai 2017 in Istanbul (Tüpraş Stadyumu) | | |                                 |
| Ergebnis: 0:1 (0:0)                        | | |                                 |
| Schiedsrichter: Halis Özkahya              | | |                                 |
| Spielbericht                               | | |                                 |

## Torschützenliste
Der Türkische Fußballverband (TFF) führt für beide Gruppen der TFF 2. Lig separate Torschützenlisten, bestimmt aber den Torschützenkönig zum Saisonende aus einer einzigen zusammengefügten Torschützenliste. Tore die in der Relegationsphase der Saison erzielt wurden, wurden in der Torschützenliste nicht berücksichtigt.
| Pl. | Nat.               | Spieler             | Verein                 | Tore |
| --- | ------------------ | ------------------- | ---------------------- | ---- |
| 1.  | Turkei             | Ali Özgün           | Gümüşhanespor          | 19   |
| 1.  | Turkei             | Emrah Uzun          | Sarıyer SK             | 18   |
| 3.  | Turkei             | Yıldıray Koçal      | Keçiörengücü           | 17   |
| 3.  | Turkei             | Can Erdem           | Karşıyaka SK           | 17   |
| 4.  | Deutschland Turkei | Deniz Naki          | Amed SK                | 14   |
| 5.  | Turkei             | Mehmet Fuat Gölbaşı | Etimesgut Belediyespor | 13   |
| 5.  | Turkei             | Mithat Yaşar        | Hatayspor              | 13   |

## Die Meistermannschaften

### İstanbulspor (Gruppe Weiß)
| 1. | İstanbulspor |
|    | - Tor: Umut Kaya (18 Spiel/kein Tor); Ersel Çetinkaya (16/-); Ogün Karakaya (-/-); Türker Dırdıroğlu (-/-) - Abwehr: Mehmet Zeki Çelik (31/-); Yalçın Kılınç (30/1); Orhan Aktaş (29/1); Oğuzhan Yazıcı (23/-); Ömer Esenkaya (9/-); Serhat Hürriyet (6/-); Fatih Çiplak (5/-); Çağrıhan Ağaç (-/-); Müslüm Aydoğan (-/-); Mehmet Yeşil (-/-) - Mittelfeld: Yunus Emre Yalçın (33/5); Onur Ergün (31/2); Kubilay Aktaş (28/-); Muhsin Yıldırım (22/1); Muhammed Demirci (21/5); Onur Kolay (20/3); İsmail Sarı (14/2); Emrah Tacir (12/3); Engin Baytar (13/4); Hamza İpekci (4/-); Fatih Aydın (-/-); Server Yılmaz (-/-) - Angriff: Halil Çolak (32/10); Zafer Şensoy (31/2); İbrahim Yılmaz (26/7); Şaban Genişyürek (19/5); Aziz Ceylan (5/-); Muhammet Yeşilyurt (-/-) - Trainer: Yalçın Koşukavak |

### MKE Ankaragücü (Gruppe Rot)
| 1. | MKE Ankaragücü |
|    | - Tor: Korcan Çelikay (14 Spiel/kein Tor); Emre Koyuncu (4/-); Altay Bayındır (1/-) - Abwehr: Serkan Balcı (26/-); Sezgin Coşkun (25/-); Alihan Kubalas (26/1); Mehmet Taşcı (18/-); Cenk Kaplan (15/-); Hurşit Taşcı (9/-); Emre Kara (5/1); Çağatay Çeken (2/-); Metin Aydın (1/-) - Mittelfeld: Ömer Bozan (32/12); Ferhat Çulcuoğlu (31/2); Harun Aydın (32/2); Erhan Şentürk (27/7); Muhammed Gönülaçar (21/1); Emre Şahin (20/-); Orhan Gülle (20/-); Kenan Özer (14/6); Ali Sinan Gayla (-/-) - Angriff: Muharrem Ozan Cengiz (27/11); Enes Kubat (26/6); İrfan Yılmaz (-/-) - Trainer: İsmet Taşdemir |